# مسجد تزيستاراكيس
مسجد تزيستاراكيس (باليونانية: Τζαμί Τζισταράκη)، (بالتركية: Cizderiye Camii): هو مسجد عثماني، بني في 1759، في ساحة موناستيراكي، وسط أثينا، اليونان. وهو يعمل الآن كملحق لمتحف الفن الشعبي اليوناني.

## التاريخ
تم بناء المسجد في 1759 من قبل الحاكم العثماني لأثينا، مصطفى آغا تزيستاراكيس. وفقًا للتقاليد، استخدم تزيستاراكيس أحد أعمدة معبد زيوس الأولمبي لصنع الجير للمبنى، رغم أنه من المرجح أنه استخدم أحد أعمدة مكتبة هادريان القريبة. أدى هذا الفعل إلى إقالته لأن الأتراك اعتبروه تدنيسًا؛ من شأنه أن يتسبب في إطلاق الأرواح الانتقامية على المدينة، الخرافة التي اعتقد بعض الأثينيين أنها تأكدت عندما تفشى الطاعون في وقت لاحق من العام.
كان المسجد يُعرف أيضًا باسم "مسجد النافورة السفلى" (Τζαμί του Κάτω Σιντριβανιού) أو "مسجد السوق السفلي" (Τζαμί του Κάτω Παζαριού) لقربه من الأغورا القديمة في أثينا. أثناء حرب الاستقلال اليونانية، تم استخدام المبنى كقاعة اجتماعات لشيوخ المدينة المحليين. بعد استقلال اليونان، تم استخدامه بطرق مختلفة: وبالتالي كان موقعًا لحفلة تكريما لـأوتو ملك اليونان في مارس 1834، وكان يستخدم أيضًا كثكنة وسجن ومخزن.
في 1915، أعيد بناؤه جزئيًا، وتم استخدامه لإيواء متحف الأعمال اليدوية اليونانية من 1918 (في 1923 تمت إعادة تسميته إلى المتحف الوطني للفنون الزخرفية) حتى 1973. في 1966، تم تجديده مؤقتًا لتوفير مكان للصلاة أثناء إقامة ملك المملكة العربية السعودية المخلوع، سعود، في المدينة.
في 1973، انتقلت المهام الرئيسية لمتحف الفن الشعبي اليوناني إلى 17 شارع كيداثينايون. مع بقاء المسجد ملحقاً له. في 1981، تضرر المبنى بسبب زلزال وأعيد فتحه للجمهور في 1991.